# 瓦迪斯瓦夫四世·瓦萨
瓦迪斯瓦夫四世·瓦萨（波蘭語：Władysław IV Waza；拉丁語：或Ladislaus IV Vasa；1595年6月9日—1648年5月20日），属于曾统治波兰和瑞典两国的瓦萨王室，自1632年11月8日起至1648年去世时止任波兰国王。瓦迪斯瓦夫四世是反宗教改革时期的重要人物，因其宗教寬容的主張，處於与神職人員及貴族的緊張關係之中，也是歐洲現代早期選舉君主制的案例之一。他的能力與評價較其父為高，但面對的的困局卻比其父艱難十倍。他在位的十六年是「波蘭黃金時代」的尾聲，此時經濟條件因為天災與戰爭而不斷惡化，但是因為他的努力，各種社會與宗教大問題沒有在他生前引爆，而是拖延到他死後才開始清算。
瓦迪斯瓦夫四世是齐格蒙特三世·瓦萨（波蘭語：Zygmunt III Waza）与王后奥地利的安娜（亦被称为哈布斯堡的安娜）之子。1610年，方为青少年的瓦迪斯瓦夫被七波雅尔选为俄国沙皇，但因父王反对，俄国爆发人民起义，瓦迪斯瓦夫未能真正登上俄国皇位。不过，至1634年为止他一直使用莫斯科大公之衔。
瓦迪斯瓦夫1632年被选为波兰国王，成功领导波兰立陶宛联邦抵御外敌，其中属1632年至1634年间的斯摩棱斯克战争最为著名，其间他曾亲自作战。瓦迪斯瓦夫支持波兰宗教宽容，实行军事改革，譬如建立联邦海军。他也以艺术赞助人的身份著称。然而，他未能实现重夺瑞典王位，征服奥斯曼帝国博取声望，加强国王权力，对联邦施行改革的理想。
瓦迪斯瓦夫去世时未有合法男性后代，因此其弟约翰二世·卡齐米日·瓦萨（Jan Kazimierz Waza）成功登上波兰王位。瓦迪斯瓦夫的逝世标志着波兰立陶宛联邦相对稳定时期的结束，在过去的几十年间不断酝酿的冲突和矛盾最终浮出水面，使联邦遭受一连串灾难性打击，其中以有史最大的一次哥萨克起义ㄧ赫梅利尼茨基起义（1648年）和瑞典的入侵ㄧ史稱大洪水时代（1655年—1660年）。

## 頭衔
- 拉丁文："Vladislaus Quartus Dei gratia rex Poloniae, magnus dux Lithuaniae, Russiae, Prussiae, Masoviae, Samogitiae, Livoniaeque, necnon Suecorum, Gothorum Vandalorumque haereditarius rex, electus magnus dux Moschoviae."
- 中文翻譯：“瓦迪斯瓦夫四世，託上帝鴻福，为波兰国王，立陶宛、鲁塞尼亚、普鲁士、马佐夫舍、萨莫吉希亚、利沃尼亚大公，与瑞典人、哥特人和汪达尔人的世袭国王，莫斯科的当选大公。”

1632年，瓦迪斯瓦夫·齐格蒙特·瓦萨-雅盖隆当选波兰国王。他从父系合法继承瑞典国王之位。他的头衔是历代波兰国王與立陶宛大公頭衔中最长者。:3

## 生平
瓦迪斯瓦夫四世之父齐格蒙特三世·瓦萨是瑞典国王古斯塔夫一世之孙，1592年从其父继承瑞典王位，但于1599年即被其叔，随后的瑞典国王卡尔九世罢黜。此事造成波瑞两国王室间的长期世仇，而瓦萨王室的波兰国王仍然宣称瑞典王位为己所有。这种恩怨引发了1600年至1629年间的波瑞战争和随后1655年的大洪水时代。

### 早年生涯
童年

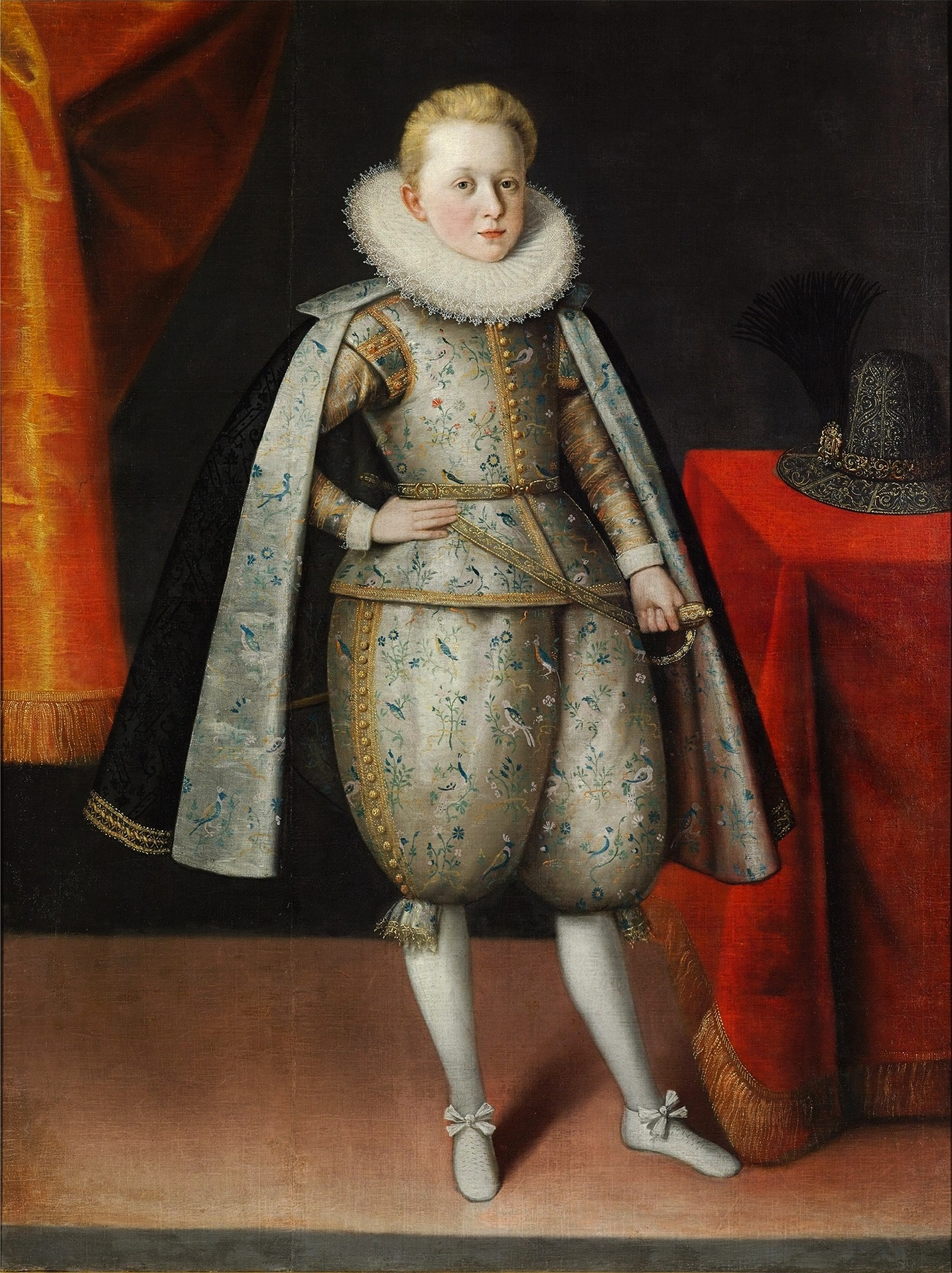
瓦迪斯瓦夫王子，约10岁，1605年左右

奥地利的安娜与齐格蒙特三世之间的婚姻是传统的政治联姻，以在刚兴起的瓦萨王室和尊贵的哈布斯堡王室间建立关系。:11瓦迪斯瓦夫四世于1595年6月9日在国王位于沃布祖夫（位于克拉科夫附近）的夏宫中出生，几个月前主宫瓦维尔城堡被火焚毁。:11
瓦迪斯瓦夫出生不到3年，其母便于1598年2月10日去世。:11:18此后瓦迪斯瓦夫便由其母生前的侍女乌尔舒拉·梅埃林抚养。:18:4乌尔舒拉最终成为宫内要人，有着极大影响力。:18:4瓦迪斯瓦夫的王室管家是波兰-普鲁士贵族米哈乌·科纳尔斯基。:18大约17世纪初时，乌尔舒拉的影响力大不如前，因为有更多教师与顾问负责对瓦迪斯瓦夫的教导，譬如加布列尔·普罗万丘什、安德热·绍乌德尔斯基和马雷克·翁特科夫斯基等神父，军事领域则有齐格蒙特·卡扎诺夫斯基。:4:22瓦迪斯瓦夫的大部分课程可能由颇受其父王敬重的神父皮奥特尔·斯卡尔加所设计。:22瓦迪斯瓦夫在克拉科夫学院就读7年，在罗马学习2年。:22
10岁时，瓦迪斯瓦夫建立了自己的王子廷。:18瓦迪斯瓦夫与亚当·卡扎诺夫斯基和其弟斯坦尼斯瓦夫结为好友。:4据称少时的瓦迪斯瓦夫对艺术颇有兴趣；他因此后来成为了重要的艺术赞助人。:4他能说并写德语、意大利语和拉丁文。:4瓦迪斯瓦夫得到什拉赫塔（波兰贵族）的喜爱，但他父亲确保他得到王位的计划不受欢迎，最终导致了泽布雷多夫斯基起义。:5:19-21
沙皇

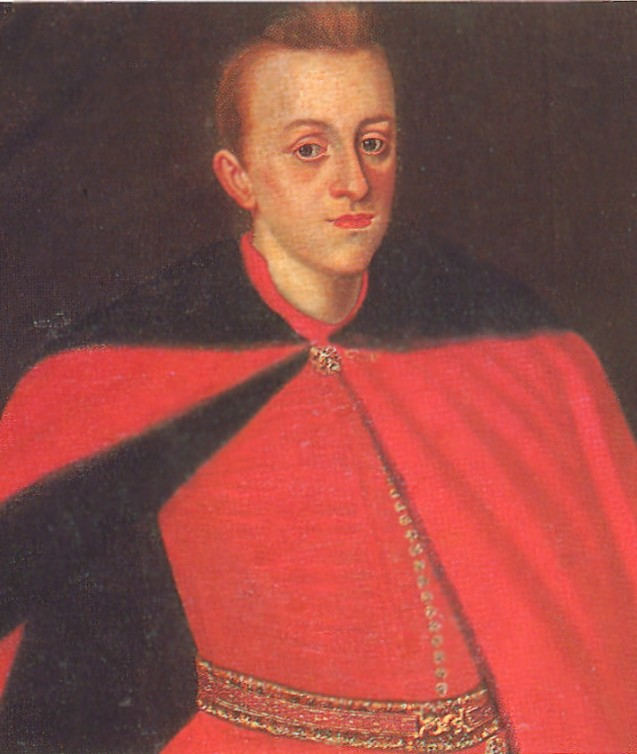
506 × 599 pixels

随着波兰干预俄国事务的加强，1609年，王室迁居到他们位于立陶宛大公国首都维尔纽斯的行宫。:23维尔纽斯大火恰好在此时发生，甚至使王室迁离他们在维尔纽斯城堡的居所。:23不久，年仅15岁的瓦迪斯瓦夫在这一年被俄国的贵族集团“七波雅尔“选为沙皇，在波俄战争和俄罗斯空位时期期间，该团体曾将沙皇瓦西里·舒伊斯基罢黜。:8然而，欲使俄国人民由东正教皈依天主教的齐格蒙特三世让其子未能登上沙皇皇位。:8齐格蒙特拒绝同意波雅尔将王子瓦迪斯瓦夫送至莫斯科，并让他皈依东正教的要求。:8齐格蒙特另外提议让他作为俄国摄政进行统治。:8这个不现实的提议重新引起俄国人的敌意。:8不久，自1610年起，瓦迪斯瓦夫将自己的头衔”全俄罗斯沙皇和大公瓦弗拉迪斯拉夫·齐吉蒙托维奇“刻在由莫斯科和诺夫哥罗德的铸币厂铸造的俄国金银币（戈比）上。
瓦迪斯瓦夫试图凭自身力量重夺沙皇皇位，在1616年发起攻势。:9 尽管取得一些战役的胜利，他未能攻占莫斯科。:9联邦在杜里诺和约中获得了一些有争议的领土，但瓦迪斯瓦夫未能成为沙皇，而且以后也未能得到俄国皇位；此时的皇位由沙皇米哈伊尔·费奥多罗维奇·罗曼诺夫获得。但直到1634年为止，他一直使用沙皇头衔，虽然没有任何实际权力。[a]:9瓦迪斯瓦夫可能从这次进攻的失败看出波兰王权受限颇多，因为失败的主要原因包括指挥官的极大自主权，而指挥官也没有将瓦迪斯瓦夫视为自己的上司，还包括军队资金的短缺，因为波兰议会（议会）拒绝支持这场战争。:52
王子
在被选为联邦国王之前，瓦迪斯瓦夫参与了诸多战役，以获取个人荣誉。在1617年至1618年间（德米特里战争的结束）进攻俄国后，他于1619年前往西里西亚，在三十年战争中寻求机会，支援哈布斯堡王朝对捷克胡斯派作战。:11:56-59瓦迪斯瓦夫最终也没找到这个机会，但他因此取得勃兰登堡选帝侯格奥尔格·威廉的好感。:11
翌年，瓦迪斯瓦夫参与了波兰-奥斯曼战争，这是波兰和奥斯曼帝国之间为争夺摩尔达维亚所属权而引发的长期冲突的延续。:63-661621年，瓦迪斯瓦夫是霍滕战役中的波方指挥官之一；有记载称他被击伤，但尽管如此，他发出了理性的声音，使其他波兰指挥官能够坚守在那里作战。:11:63-66他的建议是正确的，这场战役最终以双方签署霍腾和约告终，使两国的情况恢复到奥斯曼帝国入侵之前的状态。这份和约也让瓦迪斯瓦夫在国际上取得“基督教信仰保卫者”的声誉，提高了他在联邦本土的名望。:11:63-66

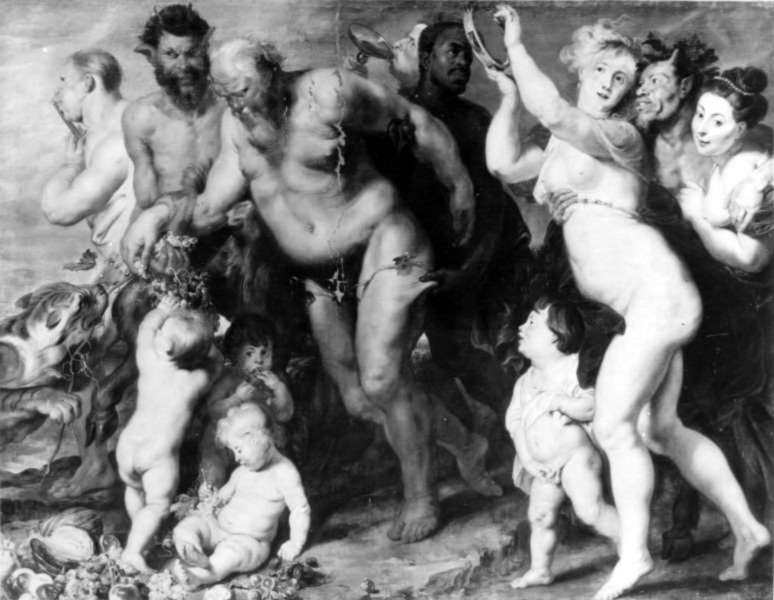
西勒诺斯的行列，鲁本斯绘，瓦迪斯瓦夫1624年购于西属尼德兰

1623年，瓦迪斯瓦夫在格但斯克（但泽）见识到古斯塔夫二世·阿道夫的傲慢态度，其海军利用其海洋优势要求联邦割让但泽（联邦没有海军）。:701624年，国王齐格蒙特三世决定让他和他的很多同侪一样，到西欧游历。:12出于安全原因，瓦迪斯瓦夫化名为斯诺普科夫斯基（来自波兰语词Snopek，意为麦束，源于瓦萨家族的纹章）。:12旅途（1624年—1625年）中，他和阿尔布雷赫特·斯坦尼斯瓦夫·拉齐维乌及其他不太知名的侍臣同行。:12他先去往弗罗茨瓦夫（布列斯劳），随后来到慕尼黑，并在那里见到巴伐利亚选帝侯马克西米利安一世。:12在布鲁塞尔他会见了西班牙公主伊莎贝拉·克拉拉·尤金妮娅；在安特卫普瓦迪斯瓦夫见到了鲁本斯。:12在布雷达附近他会见了安布罗西奥·斯皮诺拉。:12与斯皮诺拉相处时，西方军事技术带给瓦迪斯瓦夫深刻印象；这一点可以在他后来成为国王时体现出来：军事事务对他而言永远是重要的。:12:74尽管不是军事天才，军事才能也次于同一时期的联邦盖特曼斯坦尼斯瓦夫·科涅茨波尔斯基，瓦迪斯瓦夫本身也是一位颇有能力的指挥官。在罗马，他受到乌尔班八世的欢迎，后者祝贺前者对奥斯曼帝国作战取胜。:12在佛罗伦萨，瓦迪斯瓦夫对戏剧印象深刻，希望将这种艺术形式带到对其还一无所知的联邦。在热那亚和威尼斯，他对当地造船厂印象深刻，在比萨他观看了一场特别组织的模拟海战，这些经历让他随后试图建立波兰立陶宛联邦海军。:12
回到波兰后，瓦迪斯瓦夫在1626年波瑞战争的最后阶段对瑞典作战，他参与了1626年的格涅夫战役。:80-81直到1629年双方签署阿尔特马克和约，战争结束为止，瓦迪斯瓦夫始终未过深涉足这场冲突，他在联邦的其他地方度过了很长时间。:84他在这段时间内投身于游说贵族支持他参选波兰国王，因为他的父王齐格蒙特三世已年老体衰，而波兰王位的继承方式并不是世袭制，而是国王选举制。:88-89瓦迪斯瓦夫和其父王齐格蒙特三世试图在后者生前便确保前者当选国王，但这一选择并不受贵族欢迎，而且此举多次以失败告终，直到1631年议会期间，父子二人也未能遂愿。:89-90齐格蒙特三世在1632年4月23日突发心脏病，4月30日早晨时去世，他的逝世使国王人选问题被再次提上议程。:95

### 国王时期
1632年国王选举议会最终以瓦迪斯瓦夫的当选而告终；此次选举没有能对他构成较大威胁的竞争者。:102-118虽然议会在11月8日便确定了下任国王的人选，但因为“协议条款”尚未准备好，11月13日正式的就职声明才发出。:64-71在“协议条款”中，瓦迪斯瓦夫保证为军校的建设和设备提供资金，寻找方法投资建设一支海军，保持现有同盟关系，未经议会批准不会征募军队、向外国人授予公职或军衔、议和或宣战，未经上院批准不会私娶配偶，保证其兄弟对联邦效忠，将王室铸币厂的收益交给国库而非私人金库。:102-118王国大元帅乌卡什·欧帕灵斯基宣布选举结果后，参与选举的贵族（什拉赫塔）开始举行庆祝活动，祝贺新王当选，庆祝活动持续了3个小时。:64-71翌年2月6日，瓦迪斯瓦夫正式登基。:125，138
军事活动

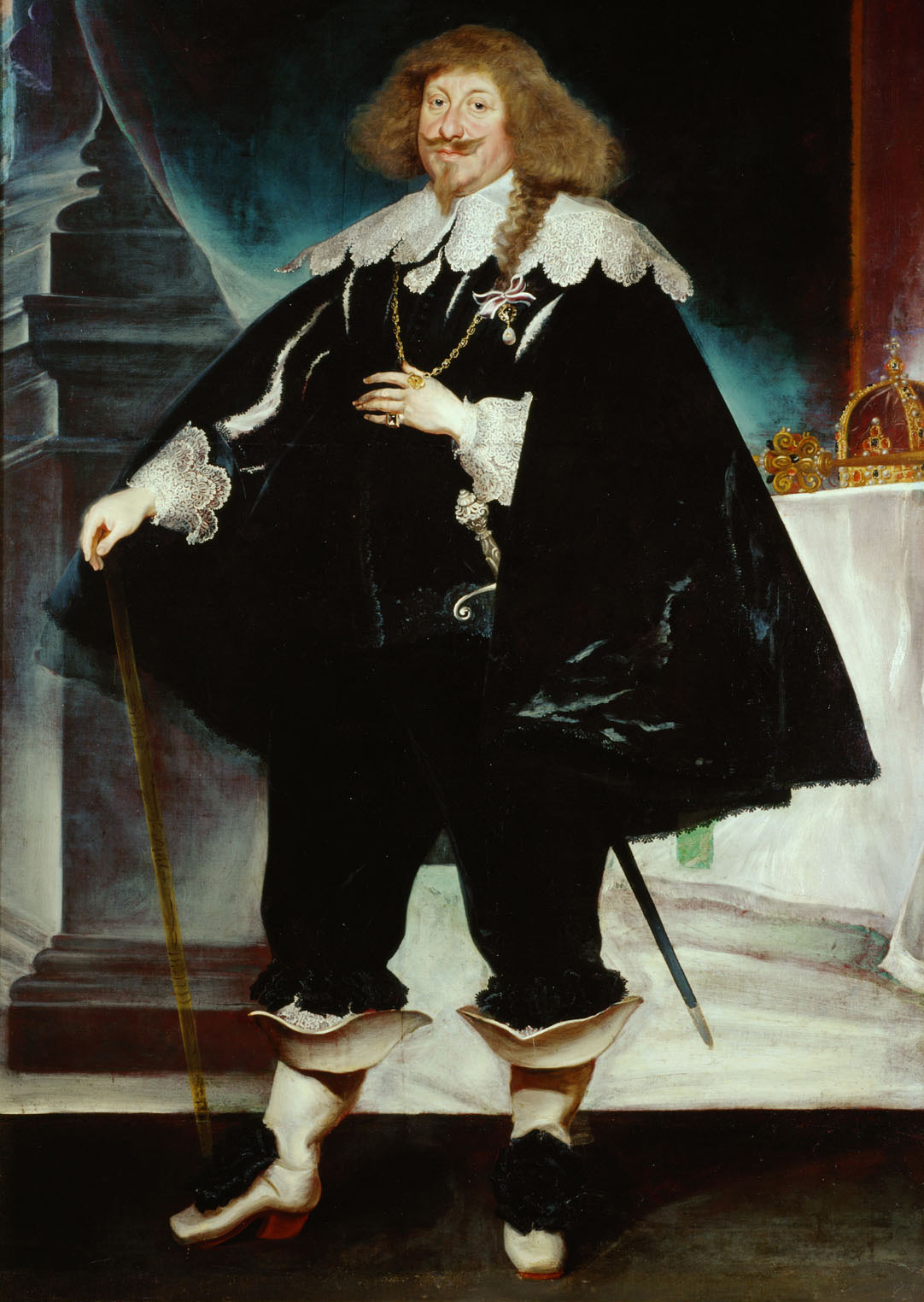
瓦迪斯瓦夫四世，弗兰斯·卢伊克斯约1639年时绘

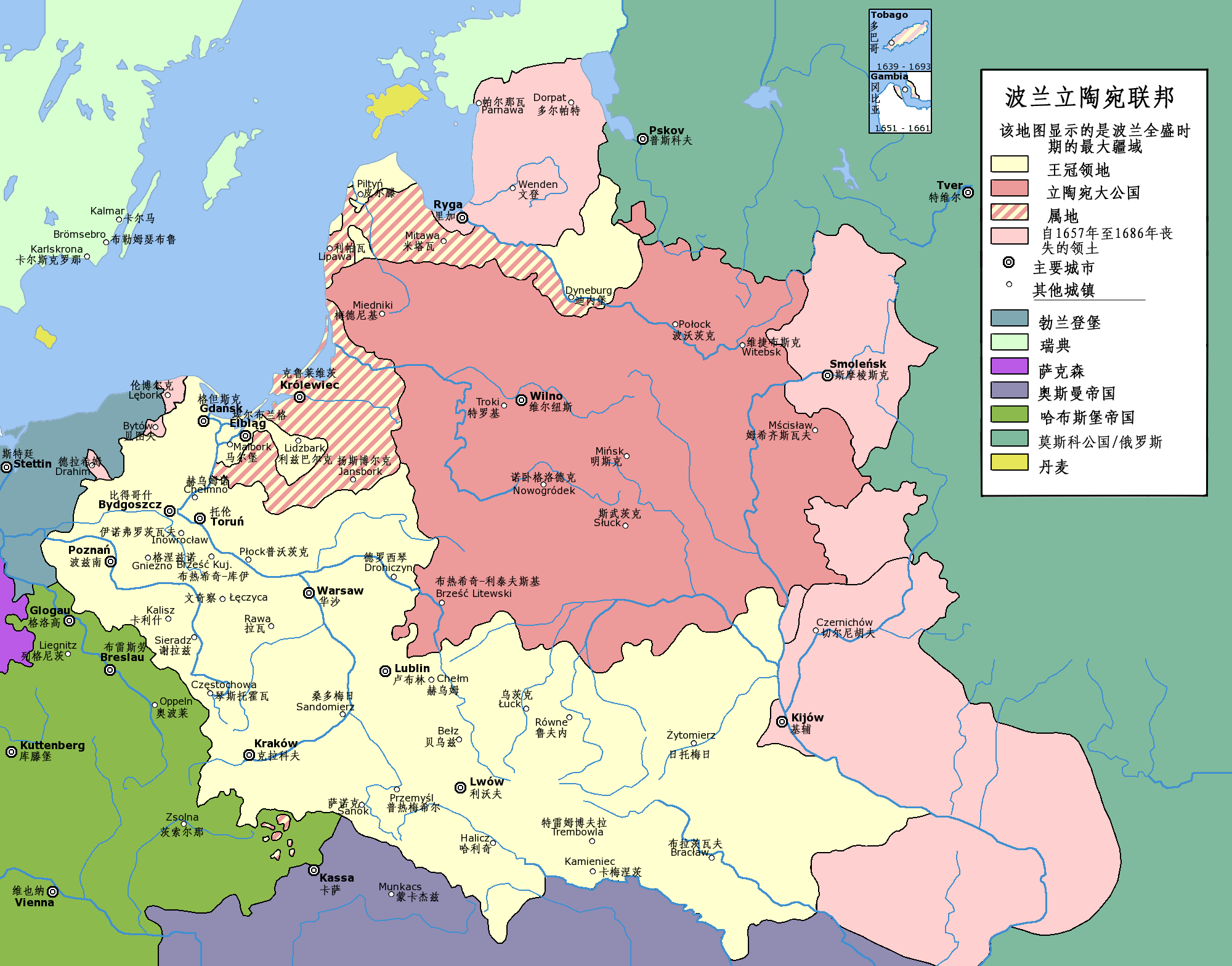
达到全盛的波兰立陶宛联邦（1648年，瓦迪斯瓦夫四世逝世之时）

俄国沙皇米哈伊尔一世预计齐格蒙特三世死后将会陷入混乱，为利用此机会，发起对联邦的入侵。1632年10月，俄军一支穿过联邦东部边界，包围斯摩棱斯克（1618年德米特里战争结束时被俄国割让给波兰）。在1632年至1634年间的对俄战争（斯摩棱斯克战争）中，瓦迪斯瓦夫于1633年9月成功突围，并反过来包围由米哈伊尔·申因所率领的俄军，后者被迫在1634年3月1日投降。这场战争期间，瓦迪斯瓦夫四世开始推行联邦军队的近代化，强调对近代步兵和炮兵的使用。事实证明瓦迪斯瓦夫四世是一位好的战术家，他基于西方理念对炮兵和防御工事的使用所进行的创新极大地促成了联邦最终的胜利。:170瓦迪斯瓦夫四世希望战争继续进行，或是利用波兰与瑞典间签署的阿尔特马克和约不久将期满的时机，与俄国联盟入侵瑞典。:169但是，议会不希望再起冲突。普沃茨克主教斯坦尼斯瓦夫·武边斯基在申因投降两周后写道：“我们的幸福是安居于我们的边界内，健康和安宁得到保障。”双方签署的波利亚诺夫和约对波兰有利，保证维持战前领土不变。俄方也同意交纳20000卢布，作为瓦迪斯瓦夫放弃对俄国的所有宣称，并归还自德米特里战争便由联邦所拥有的沙皇徽章的补偿。
斯摩棱斯克战争后，联邦又受到奥斯曼帝国所发起的入侵的威胁。1633年至1634年间的对土战争期间，瓦迪斯瓦夫四世将联邦军队调到俄国边界以南，在盖特曼斯坦尼斯瓦夫·科涅茨波尔斯基的指挥下，迫使奥斯曼帝国与联邦重新签订和约。:171-176和约中，两国同意重新限制哥萨克和鞑靼人在边界地带的劫掠活动，奥斯曼帝国承认联邦是独立势力，联邦无需向其纳贡。:171-176
南部的战事结束后，联邦不得不应对北方的威胁，因为两国间的停火协议即将期满。大多数波兰贵族倾向于通过协商解决问题，不希望为一场新战争交税，前提是瑞典人同意协商并进行让步（尤其是撤出其所占据的波兰沿岸地区）。:185-186，196-197瓦迪斯瓦夫本人希望发起战争，这样便能给联邦带来更有意义的领土扩张，甚至能在争议地带附近征募一支有相当规模的军队，且有海军加入其中。:186-187，200-201然而，因参与三十年战争而国力衰弱的瑞典同意和平解决方案。:190-191,196-197瓦迪斯瓦夫不能违抗议会和上院的决定，同意支持签署和约。:200-201因此双方同意于1635年9月12日签署斯图赫姆斯多尔夫和约，这份和约对联邦有利，联邦藉此重获普鲁士领土，瑞典对海上贸易所征的税额也得减少。:202
政治
在当选和加冕之间的三个月内，因古斯塔夫二世·阿道夫不久前逝世，瓦迪斯瓦夫提出和平继承瑞典王位的可能性，但这一提议，和他所提出的在瑞典及其敌国间居中调停的建议，都遭到瑞典宰相兼摄政会议首领阿克塞尔·奥克森提尔纳的回绝。:128-133
作为金羊毛骑士团成员，瓦迪斯瓦夫四世名义上效忠于哈布斯堡家族。他与哈布斯堡王朝的关系比较紧密；尽管他可以与此家族的敌人，譬如法国，进行适当的协商，但他还是拒绝了黎塞留于1635年所提出的建立法波联盟，对哈布斯堡王朝展开全面战争的建议，虽然这一战让联邦有获得西里西亚领土的可能。:208-211他认为此举会使天主教占主导地位的联邦陷入大规模动荡之中，他也认为他自身可能缺少这样的权力和权威让这种政策变动在议会中通过，同时由此导致的冲突将极难解决。:208-211自1636年起，在接下来的几年中，瓦迪斯瓦夫加强了他与哈布斯堡家族间的联系。:213
同时，瓦迪斯瓦夫仍试图在欧洲政治中占据主导地位，并通过谈判达成三十年战争的和平解决方案，他希望这份和平解决方案会减少他重夺瑞典王位时所遇到的阻力。:205,211-212签署斯图赫姆斯多尔夫和约后，瓦迪斯瓦夫越发意识到他夺取瑞典王位的前景渺茫。:2241636年至1638年间，他提出几项改革以加强他与他的家族在联邦内的权力。他的第一步是试图在国内获得一个世袭省份，其所有权不会受到因未来的王室选举所可能导致的权力移交的影响；但是这项提议在议会内未能获得足够支持。:225-228接下来，瓦迪斯瓦夫试图建立一个类似于金羊毛骑士团的骑士团，但这一计划也以失败告终，因为什拉赫塔和权贵将这一尝试视为建立一个属于且忠于王室的精英集团的尝试，而他们在传统上反对一切可能减少自身的极大权力的尝试。:229-233民众的投票和反对也使提高关税税额的计划以失败告终；其中，不但贵族可以让瓦迪斯瓦夫的改革尝试流产，甚至就连格但斯克（但泽）等城镇的商人和市民也能获得足够支持（包括外国势力的支持）阻止国王的计划。:240-258事实上，他的计划失败得如此彻底，以至于他不得不作出某些表态以安慰贵族，而议会也通过了几项法律以限制他的权力（包括雇佣外籍部队的权力），导致联邦内王权的进一步缩小。:240-258
婚姻
瓦迪斯瓦夫在位初期，存在着让国王迎娶普法尔茨公主伊丽莎白（普法尔茨选帝侯腓特烈五世之女）的打算。:179-180，183，205-208但是这一计划不受天主教贵族与天主教会的支持，而在瓦迪斯瓦夫本人也明白这场婚姻不会让瑞典人选他为他们的国王后，这一计划虽颇受国王本人支持，最终还是被放弃了。:183-184，205-208,
1636年春，神圣罗马帝国皇帝斐迪南二世让瓦迪斯瓦夫迎娶奥地利女大公塞西莉亚·蕾娜塔（未来神圣罗马帝国皇帝斐迪南三世之妹）的提议传至华沙。同年6月，瓦迪斯瓦夫派耶日·奥索灵斯基到帝国宫廷，以促进帝国与联邦的关系。:213受国王信赖的神父瓦莱里安·马格尼:214（圣方济各会成员）和省督卡斯珀·多恩霍夫在1636年10月26日带着国王同意这桩婚事的消息，抵达雷根斯堡，进行协商。双方协定女大公的嫁妆价值10000兹罗提， :214皇帝也保证为齐格蒙特三世的两位王后安娜和康丝坦丝提供嫁妆。另外瓦迪斯瓦夫与塞西莉亚·蕾娜塔之子将会拥有西里西亚的奥波莱公国和拉齐布日公国（奥波莱和拉齐布日公国）。然而，在一切事情都已准备妥当之前，斐迪南二世便去世了，斐迪南三世收回了将西里西亚的公国移交给瓦迪斯瓦夫之子的提议。波西米亚的特热邦成为了帝国的嫁妆，这一点受到书面保证。:2141637年3月16日，哈布斯堡家族与瓦萨家族波兰支形成家族联姻。:214-215瓦迪斯瓦夫保证不会签署任何有违哈布斯堡家族利益的条约，并保证当他这一支断绝时将瑞典王位的宣称权转移给哈布斯堡家族；哈布斯堡家族保证支持他重夺瑞典王位，并保证当在对奥斯曼帝国的战争中获得利益时，将一些土地送给瓦迪斯瓦夫。:214-2151637年9月12日，双方正式举行婚礼。:218
接下来的几年，他的计划同样以失败告终。:336最终，他试图通过秘密联盟，秘密交易和密谋绕过议会中的反对派，但最终仍未成功。:336这些计划包括支持神圣罗马帝国皇帝在1639年对因弗兰提发起战争，他希望此举会带来战争，:272-2741640年至1641年间计划与西班牙结盟对抗法国，1641年至1643年间与丹麦结盟以抗衡瑞典。:337-342在国际上，他试图调停基督教各教派的关系，利用人们对联邦宗教宽容的印象，将自己打造为中立的调停人。:348-352他在1645年1月28日于托伦组织了一次会议，但未能达成任何有意义的结果。:348-352
塞西莉亚1644年去世后，瓦迪斯瓦夫和哈布斯堡王朝间的关系一定程度上不那么紧密了。:347而他与法国的关系得到了改善，最终瓦迪斯瓦夫在1646年迎娶了法国公主，讷韦尔公爵卡罗尔一世·贡扎加之女，瑪麗亞·路易莎·貢扎加 。:353-356
瓦迪斯瓦夫的最后一个计划是组织一场欧洲势力和奥斯曼帝国间的大战。:357奥斯曼帝国与欧洲的边界小型冲突此起彼伏接连不断，近成常态，有史家估计，17世纪上半叶，在边界上，因奥斯曼帝国的突袭和战争而死亡或被掳的联邦国民有约30万人。:359瓦迪斯瓦夫希望这场战争也能解决哥萨克暴乱的问题，哥萨克是生活在乌克兰的好战社群，这场战争会让他们找到价值，将其注意力放在为联邦作战上，而非反抗联邦。:360-361和此前一样，他未能得到贵族支持，他们极少有人希望再发动一场战争，以支持此计划。:360-361他从外国势力中得到更多支持，罗马、威尼斯和俄国等都支持此计划。:366-368在保证为这场战争提供军饷后，瓦迪斯瓦夫于1646年开始在哥萨克中招募军队。:366-368议会反对这一计划，并要求他解散军队，再加上瓦迪斯瓦夫本人健康情况恶化，这两点让这个计划同样以流产告终。:374-378瓦迪斯瓦夫仍未放弃，试图在1647年重启计划，并得到权贵耶雷米·维希尼奥维茨基（此人在奥斯曼边界附近操练军队）的支持，但是他未能挑起奥斯曼人的战意。:379
1647年8月9日，他的幼子因病逝世，时年7岁；唯一合法子嗣的去世对国王来说是一个巨大的打击。:379-380[b]
逝世
1648年初，瓦迪斯瓦夫在梅尔基内（梅雷奇）附近打猎时胆石症（或肾结石）发作。[c]:379-380因错误用药，他的健康状况恶化。:379-380他的临死情况存在争议，他有时间口述遗嘱，并进行临终祈祷。:379-380瓦迪斯瓦夫在1648年19日或20日大约凌晨2时时逝世。:379-380
他的心脏和其他内脏被埋在维尔纽斯主教座堂圣卡齐米日礼拜堂中。他没有合法子嗣。王位由他的同父异母弟约翰二世继承。
性格
时人称瓦迪斯瓦夫外向友好，有幽默感，乐观，颇有人缘，能够吸引很多与他交往的人。:121-122但是，他脾气暴躁，一旦生气，做事便不顾后果。:122
瓦迪斯瓦夫被指挥霍无度；他生活奢侈，使王室内库入不敷出。:12:69-70他也将大笔钱财分给其侍臣，宫廷外的人认为这些侍臣是在利用国王。:12他也因生前包养数位情妇而为人知晓，即便在明媒正娶后也是如此。:291-292

## 评价

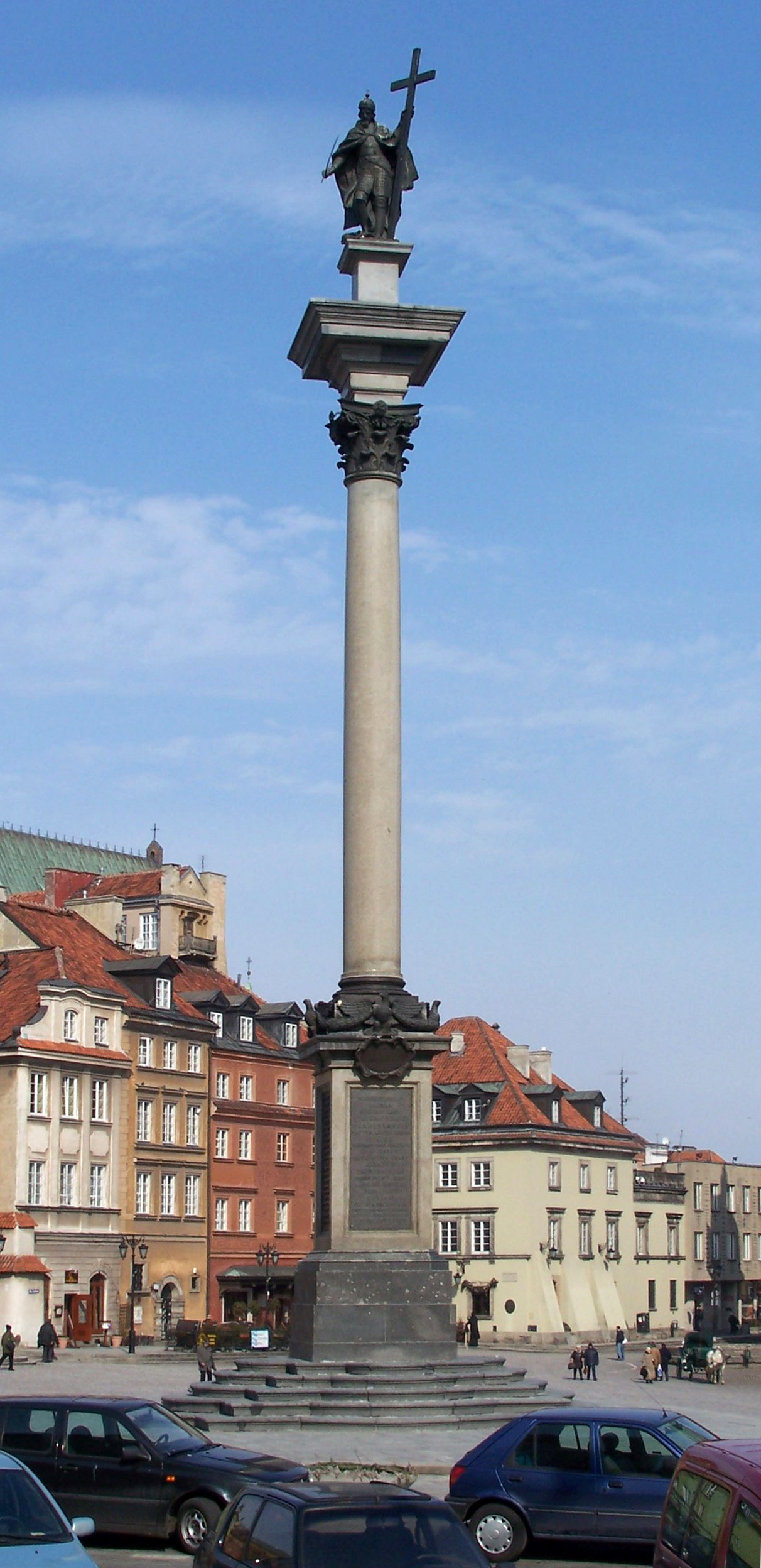
齐格蒙特柱，瓦迪斯瓦夫於1644年建

瓦迪斯瓦夫有很多计划（王朝战争、领土扩张，譬如重夺西里西亚、利沃尼亚、合并普鲁士公国、建立自己的世袭公国等），其中有一些的确有成功机会，但因各种原因，这些计划中大部分在他的16年统治时期内都以失败告终。:384-385他虽然未能实现他规模宏大的国际政治计划，但确实改善了联邦的外交政策，并支持建立由欧洲重要国家内的联邦使节所构成的外交网络。:384-385
瓦迪斯瓦夫终其一生多次保卫波兰抵御外敌入侵。他被认为是好的战术家和战略家，并对波兰军队的現代化贡献颇多。:170，217-218瓦迪斯瓦夫确保军官团的规模足以支持扩军；将持矛与早期火器作战的西方步兵引入波兰，并支持炮兵部队的扩大。:217-218他试图建立波兰立陶宛联邦海军，而港口村庄瓦迪斯瓦沃沃便因此成立。:219-220尽管开始充满希望，瓦迪斯瓦夫最终不能保证提供足够资金建立舰队；到1640年代，这些舰船不是沉没，便被偷窃。:193-194，222-223

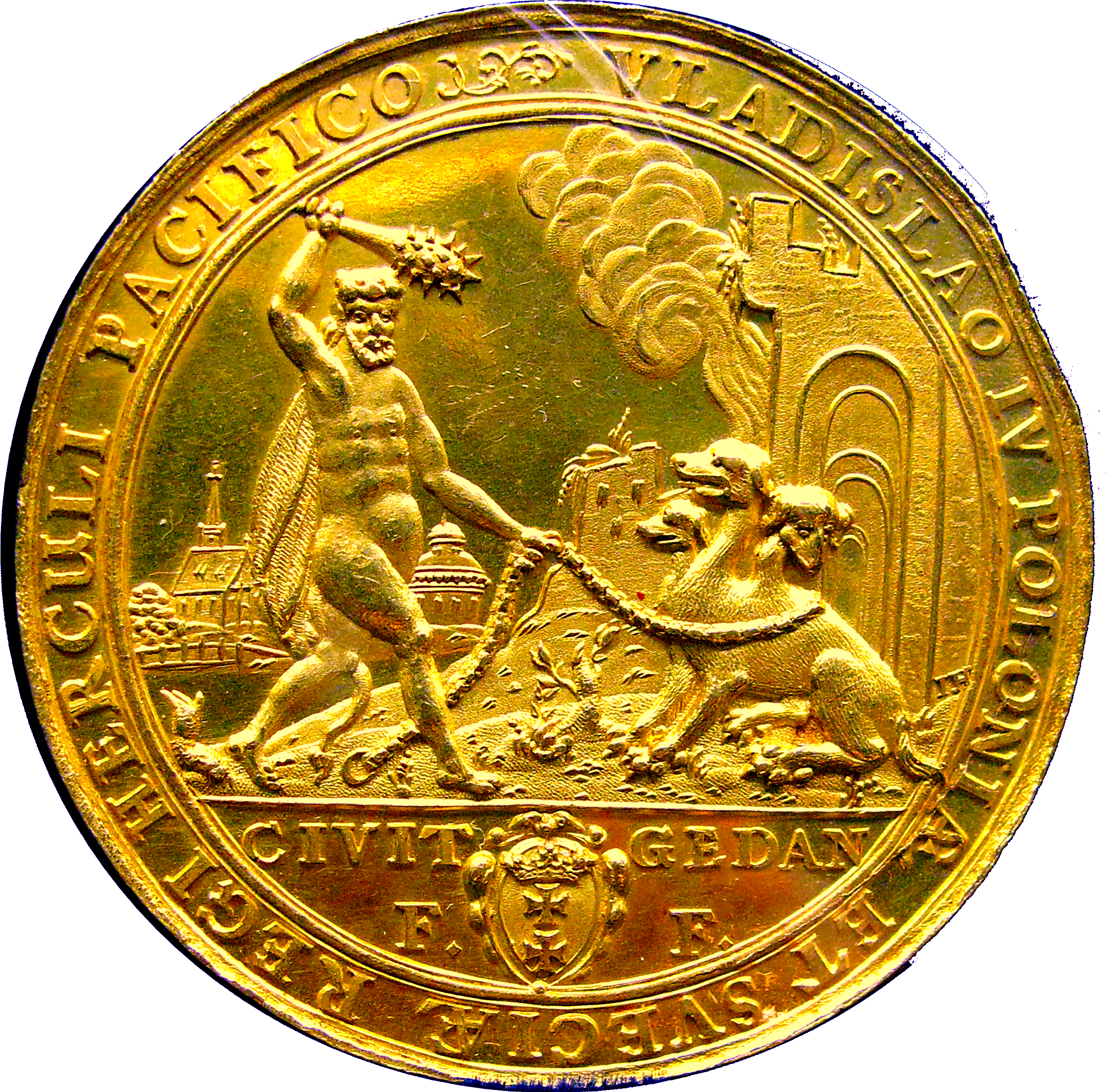
1637年纪念币，纪念瓦迪斯瓦夫四世对俄国、奥斯曼帝国和瑞典的胜利

瓦迪斯瓦夫虽然信奉天主教，但在宗教方面非常宽容，并不支持反宗教改革中更激进的政策。:124当他掌权时，波兰上议院有6名新教徒成员；到他逝世时，这一人数增长到11人。:124尽管他支持宗教宽容，他的确未能解决因1596年布列斯特联合分裂而引发的冲突（布列斯特联合是其父齊格蒙特三世推行的天主教同化政策）。尽管他支持新教徒，他未能阻挡由耶穌會和其父引導進來的迫害「非天主教徒」之潮流；面對国内外日益汹涌的宗教不宽容浪潮，他未能保护拉科夫学院，也未能斡旋于不同信仰间达成彼此间的国际协议。:384-385，348-349他也未能保护信奉东正教的哥萨克，尽管他非常尊重这一社群，并在他的计划中仰仗他们的支持。:384-385種種一切，都導致未來波蘭立陶宛聯邦兇猛的撕裂與動亂。
国内政策上，他试图加强王权，但其计划大多被重视自己的独立和民主权力的什拉赫塔所阻挠。为抑制其王权，限制其家族野心，议会接连打压瓦迪斯瓦夫，使其遭受困境。瓦迪斯瓦夫对联邦国王的弱势地位感到厌倦；他有多项政策都是围绕着获得一个最好推行世袭制的小型领地（譬如公国）这一失败尝试而展开的——如果这一尝试成为事实，他的地位便会更强势。:122-123，187
瓦迪斯瓦夫使用瑞典国王的头衔，尽管他从未统治瑞典，甚至未曾涉足这一国家。他继承其父王的事业，试图重夺瑞典王位，但最终也无果而终。:122他也许希望以其继承权作为谈判筹码以放下这个累赘，但真正协商时他未曾将其提到谈判桌上。:122
一些历史学家将瓦迪斯瓦夫视为不能专心坚持一项政策的空想家，一出现挫折，便将原计划放弃，寻求另外的机会。:122也许正是因为这种冷淡的个性，让他从未推动那些他决定去支持的事情使其发展，至少，没有通过任何重要的方式或任何计划使其产生进展。:125瓦迪斯瓦夫·恰普灵斯基在他对国王的传记里，对国王持更加理解的态度，提及了他统治时期（16年）的短暂和不得不应对的「王权过弱」等问题。:384-385
瓦迪斯瓦夫去世几年后，莫斯科派出外交使节团要求收缴关于瓦迪斯瓦夫在斯摩棱斯克战争（1633年—1634年）中获胜的出版物，并将这些出版物焚毁。最终，在极大争议下，他们的要求得到了同意。波兰历史学家马切伊·罗萨拉克提到：“在瓦迪斯瓦夫四世的统治下，这样耻辱的事情是永远不会被允许的。”:3

### 艺术赞助

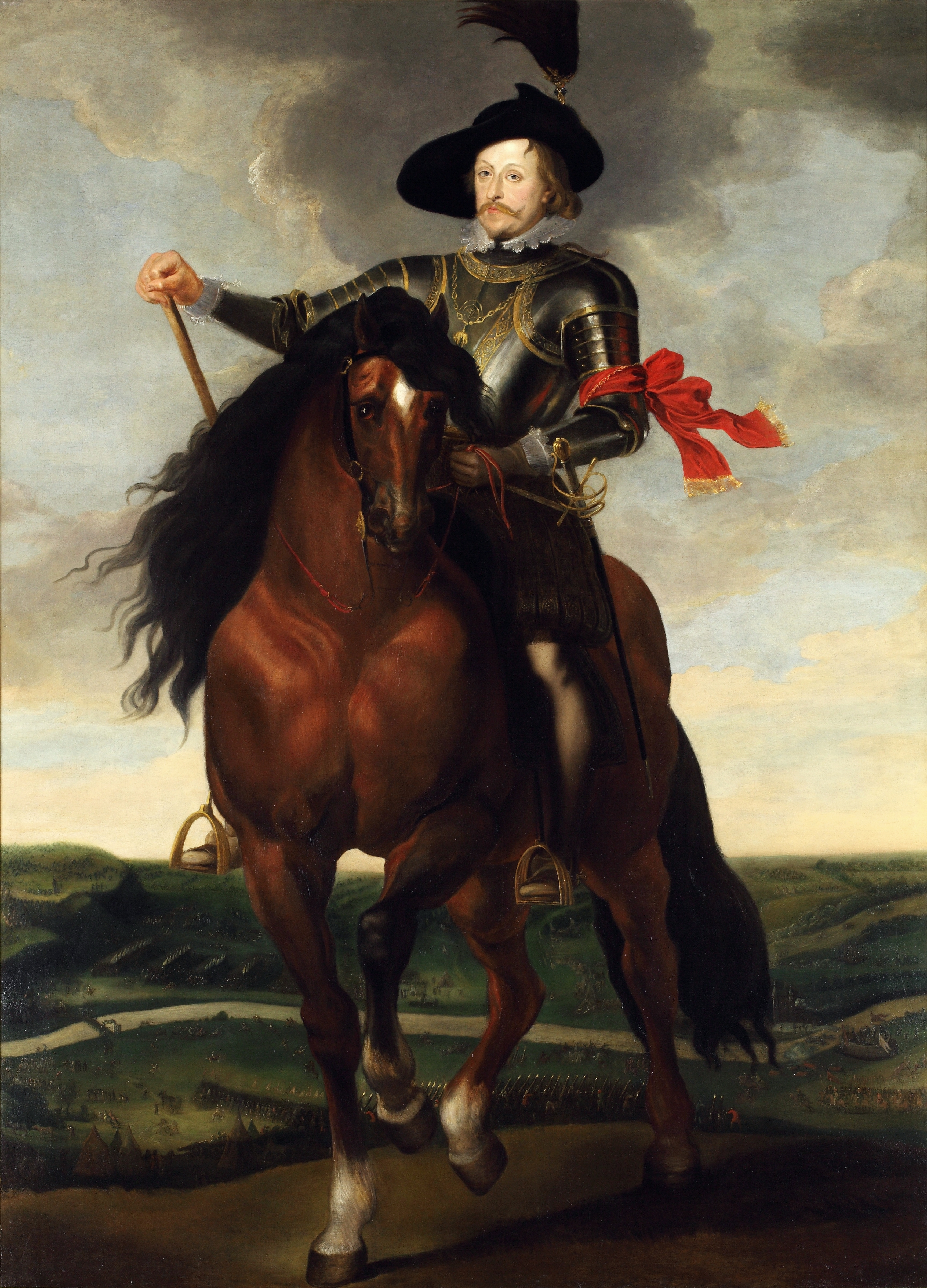
马背上的瓦迪斯瓦夫，鲁本斯工作室作品

国王对文化领域的贡献是其一生中最重要的成就之一；他是著名的艺术赞助人。:384-385瓦迪斯瓦夫是一位艺术鉴赏家，尤其是在戏剧和音乐领域。:323他能讲多国语言，喜欢阅读史学著作和诗歌。:123他收集画作，在华沙城堡中建立了著名画廊。:323瓦迪斯瓦夫收集了一系列意大利和佛兰德斯的重要巴洛克作品，其中很多都在他死后的战争中遗失。他资助了很多音乐家，并于1637年建立了宫中第一个圆形露天剧场，这也是波兰的第一个剧场，瓦迪斯瓦夫在位期间这里上演了几十部戏剧和芭蕾。:330-333将戏剧带到波兰被认为是他的贡献。:3，4瓦迪斯瓦夫对戏剧的关注使这一艺术形式得以在波兰传播。:330-333他对诗歌、制图学和历史类与科学类作品也颇有兴趣；他曾与伽利略保持联络。:333-335
得到瓦迪斯瓦夫赞助，或曾进入其宫廷的著名画家和雕刻师有托马索·多拉贝拉、:4:324-326彼得·丹克尔特斯·德·里伊、:4:324-326威廉·亨迪乌斯、:4:324-326巴尔特沃梅伊·斯特罗贝尔、:324-326和克里斯蒂安·梅利奇。:324-326他的王室管弦乐队由乐长马尔科·斯卡奇领导，其副手为巴尔特沃梅伊·彭凯尔。:329
瓦迪斯瓦夫下令建造的最著名作品之一是华沙的齐格蒙特柱。:327这一纪念柱用以纪念瓦迪斯瓦夫的父王，由意大利出身的建筑师康斯坦蒂诺·滕卡拉和雕刻家克莱门特·莫利设计，由丹尼尔·蒂姆负责建造。:327瓦迪斯瓦夫对装饰类建筑的兴趣较小；他支持建造华沙的两座宫殿——卡扎诺夫斯基宫和“王室别墅”。得到瓦迪斯瓦夫赞助或被献给他的作品还包括吉多·雷尼的“欧罗巴的掠夺”。

## 家系图
|  |                       |  |  |  |  |  |  |  |  |  |  |  |  |  |  |  |
|  | 古斯塔夫一世          |  |  |  |  |  |  |  |  |  |  |  |  |  |  |  |
|  |                       |  |  |  |  |  |  |  |  |  |  |  |  |  |  |  |
|  |                       |  |  |  |  |  |  |  |  |  |  |  |  |  |  |  |
|  | 约翰三世              |  |  |  |  |  |  |  |  |  |  |  |  |  |  |  |
|  |                       |  |  |  |  |  |  |  |  |  |  |  |  |  |  |  |
|  |                       |  |  |  |  |  |  |  |  |  |  |  |  |  |  |  |
|  | 玛格蕾特·蕾扬胡夫德   |  |  |  |  |  |  |  |  |  |  |  |  |  |  |  |
|  |                       |  |  |  |  |  |  |  |  |  |  |  |  |  |  |  |
|  |                       |  |  |  |  |  |  |  |  |  |  |  |  |  |  |  |
|  | 齐格蒙特三世·瓦萨     |  |  |  |  |  |  |  |  |  |  |  |  |  |  |  |
|  |                       |  |  |  |  |  |  |  |  |  |  |  |  |  |  |  |
|  |                       |  |  |  |  |  |  |  |  |  |  |  |  |  |  |  |
|  | 齐格蒙特一世          |  |  |  |  |  |  |  |  |  |  |  |  |  |  |  |
|  |                       |  |  |  |  |  |  |  |  |  |  |  |  |  |  |  |
|  |                       |  |  |  |  |  |  |  |  |  |  |  |  |  |  |  |
|  | 卡塔齊娜·雅蓋隆卡     |  |  |  |  |  |  |  |  |  |  |  |  |  |  |  |
|  |                       |  |  |  |  |  |  |  |  |  |  |  |  |  |  |  |
|  |                       |  |  |  |  |  |  |  |  |  |  |  |  |  |  |  |
|  | 波娜·斯福尔扎         |  |  |  |  |  |  |  |  |  |  |  |  |  |  |  |
|  |                       |  |  |  |  |  |  |  |  |  |  |  |  |  |  |  |
|  |                       |  |  |  |  |  |  |  |  |  |  |  |  |  |  |  |
|  | 瓦迪斯瓦夫四世·瓦萨   |  |  |  |  |  |  |  |  |  |  |  |  |  |  |  |
|  |                       |  |  |  |  |  |  |  |  |  |  |  |  |  |  |  |
|  |                       |  |  |  |  |  |  |  |  |  |  |  |  |  |  |  |
|  | 斐迪南一世            |  |  |  |  |  |  |  |  |  |  |  |  |  |  |  |
|  |                       |  |  |  |  |  |  |  |  |  |  |  |  |  |  |  |
|  |                       |  |  |  |  |  |  |  |  |  |  |  |  |  |  |  |
|  | 卡尔二世              |  |  |  |  |  |  |  |  |  |  |  |  |  |  |  |
|  |                       |  |  |  |  |  |  |  |  |  |  |  |  |  |  |  |
|  |                       |  |  |  |  |  |  |  |  |  |  |  |  |  |  |  |
|  | 安娜·雅蓋洛           |  |  |  |  |  |  |  |  |  |  |  |  |  |  |  |
|  |                       |  |  |  |  |  |  |  |  |  |  |  |  |  |  |  |
|  |                       |  |  |  |  |  |  |  |  |  |  |  |  |  |  |  |
|  | 奥地利的安娜          |  |  |  |  |  |  |  |  |  |  |  |  |  |  |  |
|  |                       |  |  |  |  |  |  |  |  |  |  |  |  |  |  |  |
|  |                       |  |  |  |  |  |  |  |  |  |  |  |  |  |  |  |
|  | 阿尔布雷希特五世      |  |  |  |  |  |  |  |  |  |  |  |  |  |  |  |
|  |                       |  |  |  |  |  |  |  |  |  |  |  |  |  |  |  |
|  |                       |  |  |  |  |  |  |  |  |  |  |  |  |  |  |  |
|  | 巴伐利亚的玛利亚·安娜 |  |  |  |  |  |  |  |  |  |  |  |  |  |  |  |
|  |                       |  |  |  |  |  |  |  |  |  |  |  |  |  |  |  |
|  |                       |  |  |  |  |  |  |  |  |  |  |  |  |  |  |  |
|  | 奥地利的安娜          |  |  |  |  |  |  |  |  |  |  |  |  |  |  |  |
|  |                       |  |  |  |  |  |  |  |  |  |  |  |  |  |  |  |
|  |                       |  |  |  |  |  |  |  |  |  |  |  |  |  |  |  |